# Nahirne, Vilneansk
Nahirne (în ucraineană Нагірне) este un sat în comuna Mîhailivka din raionul Vilneansk, regiunea Zaporijjea, Ucraina.

## Demografie
Componența lingvistică a localității Nahirne
     Ucraineană (71,43%)
     Rusă (18,37%)
Conform recensământului din 2001, majoritatea populației localității Nahirne era vorbitoare de ucraineană (71,43%), existând în minoritate și vorbitori de rusă (18,37%) și armeană (2,04%).